# 本天曆
《本天曆》，是中国古代曆法，南宋使用的第十一部曆法，屬於陰陽曆。
宋恭帝德祐二年（1276），南宋国都临安府被元朝攻陷。陆秀夫等拥立益王赵昰為宋端宗，走海上，元朝停止使用宋朝的《成天曆》，使用金朝開始通用的《重修大明曆》。宋端宗命礼部侍郎邓光荐与蜀人杨某等作曆法，赐名《本天曆》，1277年—1279年使用，一直到宋朝完全滅亡。  